# Xot de Bruce
El xot de Bruce (Otus brucei) és una espècie d'ocell de la família dels estrígids (Strigidae). Habita matolls a zones escarpades del sud de Turquia, nord-est d'Egipte, Aràbia, l'Iraq, l'Iran, Afganistan i Pakistan. El seu estat de conservació es considera de risc mínim.